# David A. Prior
Pour les articles homonymes, voir Prior.
David A. Prior, né le 5 octobre 1955 à Newark (New Jersey), et mort le 16 août 2015 à Mobile (Alabama), à 59 ans, est un producteur, réalisateur et scénariste américain de films à petits budgets.

## Biographie

### Vie privée
Il est le frère de l'acteur Ted Prior (en).

## Filmographie
- 1983 : Sledgehammer (en)
- 1985 : Killzone
- 1986 : Killer Workout
- 1987 : Ultime combat (Deadly Prey)
- 1987 : Mankillers (en)
- 1988 : Death Chase
- 1988 : Night Wars
- 1988 : Operation Warzone (en)
- 1989 : Rapid Fire (en)
- 1989 : Hell on the Battleground
- 1989 : Jungle Assault
- 1989 : Future Force
- 1990 : Future Zone
- 1990 : Invasion Force
- 1990 : The Final Sanction (en)
- 1990 : White Fury
- 1990 : Lock 'n' Load
- 1991 : That's Action (vidéo)
- 1991 : The Lost Platoon
- 1991 : Raw Nerve (en)
- 1992 : Center of the Web
- 1993 : Double Threat
- 1993 : Night Trap (en)
- 1994 : Strip Girl (Raw Justice)
- 1994 : Mutant Species
- 1994 : Felony
- 1999 : Hostile Environment
- 2006 : Zombie Wars (en)
- 2007 : Lost at War
- 2008 : AM1200 (en)
- 2012 : Night Claws
- 2013 : Deadliest Prey
- 2015 : Relentless Justice